# 紫丹
紫丹（学名：Tournefortia montana）是紫草科紫丹属的植物。分布于越南以及中国大陆的广东、云南等地，生长于海拔500米至600米的地区，一般生长在喜中性土壤和密林，目前尚未由人工引种栽培。